# Янострув
Янострув (пол. Janostrów) — село в Польщі, у гміні Дубенка Холмського повіту Люблінського воєводства. Населення — 21 особа (2011).

## Історія
За даними етнографічної експедиції 1869—1870 років під керівництвом Павла Чубинського, у селі проживали греко-католики, які розмовляли українською мовою.
21-25 червня 1947 року під час операції «Вісла» польська армія виселила з на приєднані до Польщі північно-західні терени 4 українців.
У 1975—1998 роках село належало до Холмського воєводства.

## Демографія
Демографічна структура станом на 31 березня 2011 року:
|          | Загалом | Допрацездатний вік | Працездатний вік | Постпрацездатний вік |
| -------- | ------- | ------------------ | ---------------- | -------------------- |
| Чоловіки | 10      | 1                  | 9                | 0                    |
| Жінки    | 11      | 2                  | 5                | 4                    |
| Разом    | 21      | 3                  | 14               | 4                    |